# FK Istarawszan
FK Istarawszan (tadż. Клуби футболи «Истаравшан») – tadżycki klub piłkarski, mający siedzibę w mieście Istarawszan, na północy kraju.

## Historia
Chronologia nazw:
- 1937: Spartak Uroteppa (ros. «Спартак» Ура-Тюбе)
- 1981: Trikotażnik Uroteppa (ros. «Трикотажник» Ура-Тюбе)
- 1992: Istarawszan Uroteppa (ros. «Истаравшан» Ура-Тюбе)
- 10.11.2000: FK Istarawszan (ros. ФК «Истаравшан»)
- 2004: Uroteppa Istarawszan (ros. «Уротеппа» Истаравшан)
- 2004: klub rozwiązano
- 2009: FK Istarawszan (ros. ФК «Истаравшан»)
- 2013: klub rozwiązano

Piłkarski klub Spartak został założony w miejscowości Uroteppa w 1937 roku. Do 1981 występował w mistrzostwach wilajetu sogdyjskiego, a od 1981 jako Trikotażnik Uroteppa walczył w mistrzostwach Tadżyckiej SRR, zdobywając jej mistrzostwo w latach 1981, 1982, 1983, 1984 oraz Puchar Tadżyckiej SRR w 1981.
W sezonie 1992 zespół jako Istarawszan Uroteppa debiutował w pierwszych niepodległych rozgrywkach Wyższej Ligi Tadżykistanu i zakończył sezon na szóstym miejscu (z 12 drużyn). W 1995 klub zdobył tytuł wicemistrza, ale potem wycofał się z rozgrywek mistrzostw Tadżykistanu 1996 roku. W 1999 ponownie startował w najwyższej lidze, w której zajął czwarte miejsce, a następnie ponownie wycofał się z rozgrywek w kolejnym sezonie. Po zmianie 10 listopada 2000 nazwy miasta na Istarawszan zmienił również nazwę na FK Istarawszan i w 2003 ponownie wystartował w najwyższej lidze. Zajął końcowe 7. miejsce. Sezon 2004 Uroteppa Istarawszan nie dokończył - został zdyskwalifikowany po 31 kolejce, a potem rozwiązany.
Od 2009 roku reaktywowany FK Istarawszan uczestniczył w turnieju Pierwszej Ligi. W 2010 i 2011 roku zespół został zwycięzcą grupy sogdyjskiej Pierwszej Ligi, a w 2012 ponownie grał w najwyższej tadżyckiej lidze. W 2013 zajął spadkowe 10. miejsce. Mając problemy finansowe miał zamiar połączyć się z innym miejscowym klubem Daleron Istarawszan, jednak rozmowy nie doszły do skutku i klub został rozwiązany.

## Sukcesy

### Trofea międzynarodowe
Nie uczestniczył w rozgrywkach azjatyckich (stan na 31-05-2015).

### Trofea krajowe
Tadżykistan
| \| \| Zdobyte trofea w rozgrywkach Tadżykistanu (stan na: 31-05-2015) \| |                                                                 |      |          |
| Rozgrywki                                                                | Osiągnięcie                                                     | Razy | Sezon(y) |
| Mistrzostwo                                                              | I miejsce                                                       | 0    |          |
| Mistrzostwo                                                              | II miejsce                                                      | 1    | 1995     |
| Mistrzostwo                                                              | III miejsce                                                     | 0    |          |
| Puchar                                                                   | zdobywca                                                        | 0    |          |
| Puchar                                                                   | finalista                                                       | 1    | 2004     |
| II liga                                                                  | I miejsce                                                       | 0    |          |
| II liga                                                                  | II miejsce                                                      | 0    |          |
| II liga                                                                  | III miejsce                                                     | 0    |          |
| Tadżykistan                                                              | Zdobyte trofea w rozgrywkach Tadżykistanu (stan na: 31-05-2015) |      |          |

ZSRR
- Mistrzostwo Tadżyckiej SRR:
  - mistrz (4x): 1981, 1982, 1983, 1984
- Puchar Tadżyckiej SRR:
  - zdobywca (1x): 1981

## Stadion
Klub rozgrywał swoje mecze domowe na stadionie Ofozi Bozi Soati w Istarawszanie, który może pomieścić 20 000 widzów.

## Piłkarze
Znani piłkarze:
- Ilhom Barotow
- Zokir Berdikulow
- Szuhrat Szamsijew
- Farhod Tohirow